# Екиден
Екиден (на японски: 駅伝競走) е събирателно наименование за щафетни бягания на дълги разстояния.
Екиденът възниква като състезание през 17 век благодарение на комуникационната и транспортна система между шогуната Едо (днешно Токио) и кайзер-резиденцията Киото. Първото официално Екиден състезание е организирано от вестника Йомиури Шимбун през 1917 година с цел да отбележи 50 годишнината от преместването на столицата в Токио. Състезанието е дълго 508 километра, свързвайки Киото и Токио, и продължава три дни. Вместо с щафетна палка, предаването в екидена се осъществява чрез приемането на лента („тасуки“). Екиден е комбинация от думите „пункт“ (駅) и „предаване“ (伝). Името е измислено от поета Токи Земаро (1885 – 1980), който по това време е бил началник на отдел социални въпроси при Йомиури Шимбун.
Дължината на покриваните от отделните участници километри варира от 2 до 10 километра. В Япония съществуват различни видове екиден състезания, като там е и най-дългото щафетно състезание в света – Round-Kyūshū Ekiden – обиколка на остров Кюшу за 10 дни, като състезателите трябва да пробягат 1064 километра през 72 пункта. Японските състезатели често се опитват да поставят различни рекорди в тези бягания (например времеви рекорди, брой преминати училища и други), силно подкрепят своите отбори, а самото състезание се смята, че е огледален образ на традиционните японски ценности като японската култура и дух, индивидуалността вплетена в групата и принадлежността към даден университет или училище.
Един от най-популярните японски екидени – Хаконе, привлича публика от повече от милион души по улиците и се предава на живо по телевизиите в продължение на 2 дни.

## Екиден маратон (42.195 км)
Най-популярното екиден бягане е на маратонската дистанция от 42,195 километра. Това бягане се осъществява от 6 души, които последователно покриват отсечки от 5 км, 10 км, 5 км, 10 км, 5 км и 7,195 км. Тази дисциплина е включена и в списъците със световни рекорди на IAAF. IAAF провежда и световни първенства по екиден в периода от 1992 до 1998 година.
| Световно първенство по екиден бягане                 | Световно първенство по екиден бягане                  | Световно първенство по екиден бягане                                       |
| Жени                                                 | Мъже                                                  | Място                                                                      |
| ---------------------------------------------------- | ----------------------------------------------------- | -------------------------------------------------------------------------- |
| 18 април 1998 13 април 1996 16 април 1994 9 май 1992 | 19 април 1998 14 април 1996 17 април 1994 10 май 1992 | Манаус (Бразилия) Копенхаген (Дания) Литохоро (Гърция) Фуншал (Португалия) |

## Екиден в България
В България се провежда класическо екиден бягане на маратонска дистанция всяка година в София от 2015 година насам. Състезанието е отворено както за професионалисти, така и за любители бегачи и се нарича София Екиден Маратон. Състезанието се организира със съдействието на посолството на Япония.